# Isaac Díaz Pardo
Isaac Díaz Pardo (Santiago de Compostela, 22 de Agosto de 1920 - 5 de janeiro de 2012) era um intelectual e artista galeguista.
De pai pintor (Camilo Díaz Baliño), na sua casa tinham lugar reuniões diversas relacionadas com as Irmandades da Fala. O seu pai foi assassinado a tiros em Palas de Rei Palas de Rei após ter sido detido pelas forças franquistas com os primeiros movimentos da Guerra civil espanhola. Isto fez com que Isaac tivesse que se esconder até poder sair de Santiago de Compostela. Passou logo a trabalhar como letreirista na Corunha
Após a guerra, cursou estudos na Real Academia de Belas-Artes de São Fernando. A partir daí, começou sua participação pública em diversas como em 1941 participou na primeira experiência espanhola sobre desenho industrial, e em 1942 uma viagem de estudos na Itália. Passou logo a ter um emprego de professor na Escola Superior de Belas Artes de Sant Jordi de Barcelona e começou as exposições na Espanha e no estrangeiro (Europa e América).
Abandonou depois as artes plásticas, passando à cerâmica e fundando com outros sócios a fábrica de Cerámicas do Castro no Castro de Samoedo (Sada), o que repete na Argentina, onde construiu com outros destacados galeguistas o Laboratório de Formas, precursor de outras atividades de desenvolvimento como as levadas a cabo na Cerâmica de Sargadelos, o Museu Carlos Maside, a editorial Edicións do Castro, o Seminário de Estudos Galegos, etc.
Como escritor de ensaio e crítica, destacam-se Xente do meu Rueiro, O ángulo de pedra, Galicia Hoy (com Luís Seoane, Paco Pixiñas (com Celso Emilio Ferreiro), El Marqués de Sargadelos, Castelao, etc, além de uma grande quantidade de artigos em jornais (correntemente em La Voz de Galicia.
Recebeu muitas distinções e reconhecimentos, como o Pedrón de Ouro (1976), a Medalha de Ouro e Filho Predileto da cidade de Santiago de Compostela (1988) ou a Medalha de Ouro da Galiza e a Medalha ao Trabalho espanhola em 2007.
Morreu após levar ingressado no hospital Sam Rafael de A Corunha em 22 de dezembro de 2011 afectado por uma pneumonia.